# زوي لوند
زوي لوند (بالإنجليزية: Zoë Tamerlis Lund)‏ هي كاتبة سيناريو وعارضة ومخرجة وممثلة أمريكية، ولدت في 9 فبراير 1962 بنيويورك في الولايات المتحدة، وتوفيت في 16 أبريل 1999 بباريس في فرنسا بسبب جرعة زائدة.

## وصلات خارجية
- زوي لوند على موقع IMDb (الإنجليزية)
- زوي لوند على موقع ألو سيني (الفرنسية)
- زوي لوند على موقع قاعدة بيانات الأفلام السويدية (السويدية)
- زوي لوند على موقع ديسكوغز (الإنجليزية)
- زوي لوند على موقع قاعدة بيانات الفيلم (الإنجليزية)
- زوي لوند على موقع كينوبويسك (الروسية)